# 俞夔
俞夔（1481年—？），字舜臣，號文峰，浙江嚴州府建德縣人，軍籍，明朝政治人物。

## 生平
正德十一年（1516年）丙子科浙江鄉試第五十七名舉人，十二年（1517年）中式丁丑科會試第二百五十九名，三甲第一百四十三名進士。吏部观政，初授江西安福县知县，擢长沙府同知，擒剧盗彭思昶等五千馀衆，嘉靖八年（1529年）升四川按察司佥事、兵备安绵。以平四川白单番军功，嘉靖十二年（1533年）三月升四川副使、兵备建昌。復除江西赣州兵备副使，十八年八月升江西按察使，十九年二月升右布政使，十二月升左布政使，二十二年十二月考察去职。

## 家族
曾祖俞炫；祖父俞灝；父俞廷貴，曾任審理正。母魯氏。嚴侍下。弟俞稷，嘉靖二年進士；俞貢、俞凱。孫俞寰，字位齊，与兄俞震等六人俱以文学著名。由太学生授湖广长沙县丞，摄县事，后挂冠归，卒年八十。

## 紀念
府城治西曾有“兄弟進士”坊。